# Исламский терроризм
Исла́мский террори́зм (реже используется термин ислами́стский террори́зм или джихадизм) — тактика насильственных расправ с оппонентами (оппозицией), находящая себе идеологическое обоснование и оправдание в трактовках вероучения как направленная на защиту исламского мира против влияния или агрессии немусульманских стран и идеологий, в особенности западного мира.
Исламский терроризм — наиболее распространённая по числу проявлений форма международного терроризма. Обычно используется радикальными, экстремистскими организациями, членов таких организаций и называют джихадистами.
Для оправдания этой тактики обычно используются расплывчатые ссылки на предписанную правоверным обязанность вести джихад, хотя многими мусульманскими богословами и религиоведами ставится под сомнение трактовка этой обязанности как надобности в физических расправах..

## Терминология

### Ислам или исламизм?
Часто употребляемый термин исламский терроризм считается неполиткорректным, так как подразумевает связь терроризма и всего ислама в целом, что мусульманами воспринимается отрицательно.

Мы говорим об исламизме как о политической практике и разделяем ислам как религию и радикальный ислам как политическую идеологию, которая апеллирует к религии, базируется на каких-то религиозных догматах, но является политической идеологией, а не религией.

По мнению некоторых политиков, термин исламский терроризм не является научным. Так, например, Александр Торшин — заместитель председателя Совета Федерации России — считает, что исламского терроризма не существует.
С другой стороны, ряд самих мусульман воспринимает ислам не как религию, а как политическую идеологию, что сильно затрудняет попытку проведения линии защиты так называемого «традиционного ислама» методом исключения и отделения политической составляющей от самого ислама.

До сих пор некоторые люди утверждают, что религию и политику не следует смешивать. Религия — личное дело, и поэтому её не надо навязывать обществу. <…> То, чего часто не понимают как мусульмане, так и не-мусульмане, — это факт, что политику нельзя отделить от Ислама, она является частью его идеологии, поскольку призвана решать те проблемы, с которыми сталкиваются мусульмане. Бухари цитирует слова Ибн Умара: «Пророк (да благословит его Аллах и приветствует) сказал: „Имам несет ответственность за своих граждан“». Следовательно, в Исламе нет разделения на духовное и светское, нет отделения религии от экономики, внутренней и внешней политики. Одно и то же общество не может руководствоваться одновременно Исламом и другими идеологиями, такими как капитализм или коммунизм.

### Терроризм
Сами исламисты и исламистские террористы имеют двойственное отношение к термину терроризм. С одной стороны наблюдается непринятие термина и обвинение в терроризме вражеских политических сторон. С другой стороны, часть радикально настроенных мусульман соглашается с наличием терроризма в исламе, обращаясь в качестве аргумента, в частности, к следующему аяту Корана:

Приготовьте против них сколько можете силы и боевых коней, чтобы устрашить врага Аллаха и вашего врага, а также тех, которых вы не знаете, но которых знает Аллах. Что бы вы ни израсходовали на пути Аллаха, вам будет возвращено сполна, и с вами не поступят несправедливо.

Оригинальный текст (ар.)وَأَعِدُّوا لَهُم مَّا اسْتَطَعْتُم مِّن قُوَّةٍ وَمِن رِّبَاطِ الْخَيْلِ تُرْهِبُونَ بِهِ عَدُوَّ اللَّهِ وَعَدُوَّكُمْ وَآخَرِينَ مِن دُونِهِمْ لَا تَعْلَمُونَهُمُ اللَّهُ يَعْلَمُهُمْ وَمَا تُنفِقُوا مِن شَيْءٍ فِي سَبِيلِ اللَّهِ يُوَفَّ إِلَيْكُمْ وَأَنتُمْ لَا تُظْلَمُونَ— Коран 8:60 (Кулиев)

## История
Ряд политологов полагает, что исламский терроризм зародился на Ближнем и Среднем Востоке после окончания Первой мировой войны.
Доктор философских наук Игорь Добаев и кандидат социологических наук Вера Немчина в книге «Новый терроризм в мире и на Юге России: сущность, эволюция, опыт противодействия» считают важнейшими предпосылками возникновения исламского терроризма:

- Возникновение организаций, оппозиционных колониальным властям, прибегавших к методам террора.
- Изменение в ходе колонизации параметров исторически сложившихся границ между странами региона.
- Возникновение и последующая неразрешённость т. н. «армянского вопроса».

Причина возникновения — стремление спасти традиционное мусульманское общественное устройство от быстрого распада при близком социокультурном контакте с ценностями западной цивилизации. 

Особенно остро реагировал мусульманский мир на новую волну культуртрегерства по мере углубления научно-технической революции, не без оснований опасаясь, что внедрение на национальной почве европейского образа жизни неизбежно приведет к распаду традиционного общества, разрушению его морально-нравственной основы, к потере национальной самобытности.— Вирабов А.. Активизация исламистского движения // Обозреватель - Observer. — 1992. — № 23(27)
Организация «Братья-мусульмане», созданная в 1928—1929 гг. в Египте, организовывала теракты против британских колониальных властей в зоне Суэцкого канала.
Власти Исламской Республики Иран (не раз обвинённые в причастности к терроризму) квалифицировали как террористическую организацию Форкан. Эта группировка шиитских радикалов придерживалась в целом исламистской идеологии, однако выступала с позиций воинствующего антиклерикализма и вела подпольную вооружённую борьбу против режима Хомейни.

## Особенности
Исламский терроризм является одним из вариантов религиозного терроризма (или религиозно-политического экстремизма). Его характерной чертой является оправдание убийства мирных жителей, включая женщин и детей, поскольку они рассматриваются как составная часть вражеской системы — финансируют армию налогами и «своим молчанием и одобрением», являются потенциальными солдатами.
Профессор Дамасского университета Садик Аль-Азм полагает, что исламизм вводится в практику через «возрождение понятия исламского джихада (священной войны) в его самых сильных формах», а терроризм является неотъемлемой чертой исламизма — как способ наносить врагу максимальный урон без учёта любых долговременных последствий даже для самого ислама.
Французский политолог Тьерри Вольтон отмечает, что исламистский терроризм не представляет собой единой структуры с общим управлением. Отдельные группы существуют автономно и не связаны друг с другом. Он считает, что сокращению террористической угрозы может способствовать демократизация арабо-мусульманского региона. Аналогично Вольтону, доктор политических наук Екатерина Степанова разделяет локально-региональные исламистские группировки и транснациональные террористические сети. Идеологическая близость и даже прямые контакты не делают из местных группировок филиал глобального джихада, их цели существенно отличаются. Каждый из этих двух уровней терроризма сохраняет значительную степень автономии и собственную динамику и логику развития.

## Течения и секты террористов
Большинство направлений ислама не поддерживают терроризм . По словам Мира Файзала, только 3 секты ислама — суннитские секты салафитов, деобанди и барелви — были связаны с джихадистким насилием и терроризмом в отношении мирных жителей . Из этих трех только салафизм — в частности, салафитский джихадизм в исламе — можно назвать вовлеченным в глобальный терроризм, поскольку он связан с Аль-Каидой, Боко Харам, Салафия Джихадия и другими группировками. Терроризм среди некоторых членов секты Барелви ограничивается небольшими нападениями в Пакистане, а терроризм секты Деобанди —Деобанди джихадизм — «почти не имеет» влияния за пределами Афганистана, Пакистана и Индии.).  Другая секта, известная как ваххабизм (переплетенная с не-джихадистским салафизмом), обвиняется в том, что является идеологией, стоящей за исламскими джихадисткими организациями, но Аль-Каиду и других террористов чаще описывают как последователей слияния кутбизма и салафитского джихадизма .
Мира Файзал сообщает:
Можно отметить, что салафитов называют ваххабитами (по имени их основателя (ибн Абд аль-Ваххаба), который тесно связан с основателем Королевства Саудовская Аравия). Я не смог снова найти ни одного акта терроризма, совершенного Барелвитами в декабре 2018 года, и около 40  террористических атак, совершенных Деобандистами. Однако большинство этих атак, совершенных Деобандистами, были ограничены Индийским субконтинентом. Это оставляет более сотни международных террористических атак, которые были совершены Салафитами. Однако Салафиты составляют менее 1% от общей численности мусульманского населения, и даже в Саудовской Аравии они являются меньшинством и составляют всего 23% населения. 

## Современный исламский терроризм
Центральное разведывательное управление США полагает, что абсолютное большинство террористических организаций в мире имеют отношение к исламизму. Так, по данным ЦРУ в 2004 году из 80 международных террористических организаций 72 представляли воинствующий ислам. В том году они совершили 651 теракт, в которых погибло 1907 человек.
В Европе, начиная с 2010 года, отмечается рост количества терактов и количества жертв терактов, совершенных исламистами-суннитами.
По данным ФБР, 74 % терактов, осуществлённых в Европе в период с 2015 по 2018, были совершены исламскими террористическими организациями. Из 10 крупнейших по числу жертв терактов на 2015 год 8 были организованы исламистами.

### Использование женщин в качестве террористок-самоубийц
Организаторы современного исламского терроризма начали активно использовать женщин как террористок-смертниц, так как те легче поддаются манипулированию в силу своей большей по сравнению с мужчинами уязвимости  и социального положения. К тому же, женщины вызывают меньше подозрения, чем мужчины, и поэтому им легче проникать в запланированные для осуществления терактов места.
Обычной практикой является принуждение женщин-мусульманок, обвинённых во внебрачных связях, к совершению терактов-самоубийств как единственного способа избежать жестокого наказания (обычно — убийства от рук своего отца, брата или мужа) и не допустить публичного позора для всей её семьи. В подобных случаях в мусульманских общинах считается, что женщина предпочла «почётную» смерть «позорной». С этой целью также используется и намеренное изнасилование намеченных кандидаток с целью исключить для них возможность отказа от задания под угрозой обнародования факта «обесчещения».
Некоторые из женщин, живущих в мусульманских семьях, соглашаются на теракт-самоубийство, чтобы освободиться от невыносимых условий жизни в семье, поскольку возможность развода для них практически исключена. Нередким стало также явление, когда девушка, продаваемая отцом пожилому и противному ей мужчине, предпочитает совершить любого вида теракт, лишь бы попасть в тюрьму. В этом случае, став на долгий срок недосягаемой для жениха, она обычно перестаёт вызывать у него интерес.

## Исламские террористические организации
Организации, признанные рядом стран террористическими:
- Абу Сайяф (Филиппины)
- Аль-Гамаа аль-исламийя («Исламская группа») (Египет)[48]
- Аль-Джихад («Священная война», «Holy War») (Египет)[48]
- Аль-Каида («База»)[48]
- Аль-Харамейн («Дом двух святынь») (Саудовская Аравия)[48]
- Исламская армия Аден-Абийя (Йемен)
- Асбат аль-Ансар[48]
- Ливийская исламская боевая группа (Ливия)
- Братья-мусульмане («Аль-Ихван аль-Муслимун», «Muslim Brotherhood»)[48]
- Бригады мучеников Аль-Аксы (объявлена террористической организацией Израилем, США, Канадой, Европейским союзом, Японией)
- Вооруженная Исламская Группа
- Высший военный Маджлисуль Шура Объединённых сил моджахедов Кавказа[48]
- Джамият аль-Ислах аль-Иджтимаи
- Джамият Ихья ат-Тураз аль-Ислами
- Джемаа Исламия (Индонезия)
- Уйгуро-Булгарский джамаат
- Джамаат Булгар (Афганистан) (Татарстан)
- Джамаат Шариат (Северный Кавказ)
- Джунд аш-Шам («войско Великой Сирии»)[48]
- Египетский исламский джихад (Египет)
- Исламский джихад («Исламский джихад — джамаат моджахедов», «Группа исламского джихада», «Islamic jihad group»)[48]
- Исламская армия в Ираке
- Исламское движение Узбекистана[48], оно же Исламская партия Туркестана[48]
- Кавказский эмират («Имарат Кавказ»)[48]
- Конгресс народов Ичкерии и Дагестана[48]
- «Общество возрождения исламского наследия» («Джамият Ихья ат-Тураз аль-Ислами», «Islamic Heritage Revival Society») (Кувейт)[48]
- «Общество социальных реформ» («Джамият аль-Ислах аль-Иджтимаи», «Social Reform Society») (Кувейт)[48]
- Лашкар-е-Тайба (Пакистан)[48]
- Лашкар Джихад (Индонезия)
- Марокканская исламская группа борьбы (Марокко)
- Риядус-Салихин
- Салафистская группа проповеди и джихада (Алжир)[48]
- Ат-Такфир ва-ль-Хиджра (Египет)
- Талибан (Афганистан)[48]
- ХАМАС (объявлена террористической организацией Канадой, Европейским союзом, Израилем, Японией, США, Иорданией и Египтом)
- Хезболла (объявлена террористической организацией в Австралии, Великобритании, Канаде, Израиле, США и странах Лиги Арабских Государств[49])
- Хизб ут-Тахрир аль-Ислами («Партия исламского освобождения», «Islamic Salvation Party») (признана террористической организацией Верховным Судом Российской Федерации)[48]
- Фронт ан-Нусра («Джебхат-ан-Нусра ли-ахлиш-Шам») (Сирия)
- Исламское государство Ирака и Леванта («ИГИЛ»; также «Исламское государство Ирака и Шама» — «ИГИШ»; «Исламское государство») (Ирак, Сирия)